# 信州大學
信州大学（日语：／ Shinshu daigaku），是一所位於长野县的日本国立大学，簡稱信大。与京都工艺纤维大学、東京農工大學并称「纤维三大学」。
信大是全國唯一設有「纖維學部」的大學，反映了信州地区作为生丝生产中心的历史地位。

## 概要
信州大学，是由旧制「松本高等学校」、旧制「松本医科大学」、旧制「長野工专」、旧制「長野师范」、旧制「長野青年师范」於1949年合併而成的。
信大校区位于松本市（人文、经济、医、理）・長野市（教育、工）・上伊那郡南箕輪村（農）・上田市（纤维）等地。

### 大學排名
自2000年開始，東洋經濟新報社每年出版大學排名「Truly Strong Universities」（本当に強い大学），根據財務實力、教研品質（包括入學難度）、畢業出路（就職狀況）三大指標，評選「全日本100強」的大學。信州大學近年排名：
2012年：第58名
2013年：第64名
萊頓大學世界大學論文引用排名（CWTS）：日本第28名（2014年）
上海交大世界大學學術排名（ARWU）：日本第43名（2013年）

## 學部・大學院
- 學部
  - 人文學部
  - 經濟學部
  - 教育學部
  - 醫學部
  - 理學部
  - 工學部
  - 農學部
  - 纖維學部
- 大學院
  - 人文科學研究科
  - 教育學研究科
  - 經濟、社會政策科學研究科
  - 醫學研究科
  - 工學系研究科
  - 農學研究科
  - 岐阜大學大學院連合農學研究科

## 著名校友
信州大学
- 宮崎吾朗 - 景觀建築師、動畫導演，動畫家宮崎駿的長子
- 豬瀨直樹 - 纪实文学作家、東京都副知事、東京都知事
- 遠藤守信 - 諾貝爾化學獎候選人、信州大学教授
- 黑田研二 - 作家
- 熊井啟 - 电影导演
- 小林照幸 - 记者
- 柳澤京子 - 作家
- 根津八紘 - 妇产科医生、研究体外受精
- 坂元龙三 - 東洋紡社長

旧制松本高等学校
- 北杜夫 - 作家、医生
- 饭岛宗一 - 医学者、名古屋大学・广岛大学校长
- 辻邦生 - 作家